# Leandro Palladino
Pour les articles homonymes, voir Palladino.
Leandro Palladino, né le 13 octobre 1976 à Concepción del Uruguay, dans la province d'Entre Ríos, en Argentine, est un ancien joueur argentin de basket-ball, évoluant au poste de meneur. Il est également de nationalité italienne.

## Palmarès
- Troisième du championnat des Amériques 1999
- Champion des Amériques 2001
- Finaliste du championnat du monde 2002
- Finaliste du championnat des Amériques 2003